# Esqui alpino nos Jogos Olímpicos de Inverno de 2018 - Slalom masculino
O slalom masculino do esqui alpino nos Jogos Olímpicos de Inverno de 2018 foi disputado em 22 de fevereiro no Centro Alpino Yongpyong em Bukpyeong-myeon, Jeongseon.

## Medalhistas
| Ouro   | SWE André Myhrer     |
| Prata  | SUI Ramon Zenhäusern |
| Bronze | AUT Michael Matt     |

## Resultados
| Pos. | Bib | Atleta                            | 1ª descida | Pos. | 2ª descida | Pos. | Total   | Diferença |
| ---- | --- | --------------------------------- | ---------- | ---- | ---------- | ---- | ------- | --------- |
| 01 ! | 7   | SWE André Myhrer                  | 47.93      | 2    | 51.06      | 8    | 1:38.99 | —         |
| 02 ! | 15  | SUI Ramon Zenhäusern              | 48.66      | 9    | 50.67      | 2    | 1:39.33 | +0.34     |
| 03 ! | 6   | AUT Michael Matt                  | 49.00      | 12   | 50.66      | 1    | 1:39.66 | +0.67     |
| 4    | 24  | FRA Clement Noel                  | 48.58      | 7    | 51.12      | 10   | 1:39.70 | +0.71     |
| 5    | 10  | FRA Alexis Pinturault             | 48.54      | 6    | 51.18      | 11   | 1:39.72 | +0.73     |
| 6    | 16  | FRA Victor Muffat-Jeandet         | 48.34      | 3    | 51.41      | 14   | 1:39.75 | +0.76     |
| 7    | 35  | SWE Kristoffer Jakobsen           | 48.74      | 10   | 51.20      | 12   | 1:39.94 | +0.95     |
| 8    | 1   | SUI Daniel Yule                   | 48.88      | 11   | 51.24      | 13   | 1:40.12 | +1.13     |
| 9    | 13  | GBR Dave Ryding                   | 49.09      | 13   | 51.07      | 9    | 1:40.16 | +1.17     |
| 10   | 8   | NOR Sebastian Foss-Solevåg        | 48.53      | 5    | 51.65      | 20   | 1:40.18 | +1.19     |
| 11   | 9   | AUT Marco Schwarz                 | 48.62      | 8    | 51.57      | 19   | 1:40.19 | +1.20     |
| 12   | 2   | ITA Manfred Mölgg                 | 48.40      | 4    | 51.84      | 23   | 1:40.24 | +1.25     |
| 13   | 20  | NOR Leif Kristian Nestvold-Haugen | 49.27      | 14   | 51.04      | 7    | 1:40.31 | +1.32     |
| 14   | 22  | SUI Loïc Meillard                 | 49.63      | 19   | 50.69      | 3    | 1:40.32 | +1.33     |
| 15   | 12  | AUT Manuel Feller                 | 49.35      | 16   | 51.03      | 6    | 1:40.38 | +1.39     |
| 16   | 3   | ITA Stefano Gross                 | 49.27      | 14   | 51.44      | 16   | 1:40.71 | +1.72     |
| 17   | 21  | OAR Aleksandr Khoroshilov         | 49.72      | 21   | 51.01      | 5    | 1:40.73 | +1.74     |
| 18   | 26  | USA David Chodounsky              | 49.43      | 17   | 51.41      | 14   | 1:40.84 | +1.85     |
| 19   | 11  | SWE Mattias Hargin                | 49.71      | 20   | 51.51      | 18   | 1:41.22 | +2.23     |
| 20   | 17  | GER Fritz Dopfer                  | 49.79      | 22   | 51.48      | 17   | 1:41.27 | +2.28     |
| 21   | 44  | CRO Istok Rodeš                   | 49.60      | 18   | 51.81      | 22   | 1:41.41 | +2.42     |
| 22   | 32  | CAN Phil Brown                    | 50.22      | 26   | 51.72      | 21   | 1:41.94 | +2.95     |
| 23   | 41  | CRO Elias Kolega                  | 51.18      | 29   | 50.94      | 4    | 1:42.12 | +3.13     |
| 24   | 29  | SVK Adam Žampa                    | 49.91      | 24   | 52.36      | 26   | 1:42.27 | +3.28     |
| 25   | 49  | LIE Marco Pfiffner                | 51.09      | 28   | 52.22      | 24   | 1:43.31 | +4.32     |
| 26   | 51  | GBR Laurie Taylor                 | 51.08      | 27   | 52.33      | 25   | 1:43.41 | +4.42     |
| 27   | 33  | KOR Jung Dong-hyun                | 51.79      | 31   | 53.28      | 28   | 1:45.07 | +6.08     |
| 28   | 74  | GEO Iason Abramashvili            | 52.69      | 35   | 55.00      | 29   | 1:47.69 | +8.70     |
| 29   | 25  | CAN Erik Read                     | 49.81      | 23   | 58.74      | 34   | 1:48.55 | +9.56     |
| 30   | 81  | HUN Márton Kékesi                 | 53.49      | 38   | 55.56      | 30   | 1:49.05 | +10.06    |
| 31   | 31  | USA Mark Engel                    | 56.18      | 43   | 53.13      | 27   | 1:49.31 | +10.32    |
| 32   | 78  | BOL Simon Breitfuss Kammerlander  | 54.66      | 40   | 55.76      | 31   | 1:50.42 | +11.43    |
| 33   | 85  | BLR Yuri Danilochkin              | 55.42      | 41   | 56.73      | 32   | 1:52.15 | +13.16    |
| 34   | 61  | IRI Mohammad Kiadarbandsari       | 55.66      | 42   | 57.03      | 33   | 1:52.69 | +13.70    |
| 35   | 57  | SVK Andreas Žampa                 | 54.15      | 39   | 59.43      | 36   | 1:53.58 | +14.59    |
| 36   | 95  | ALB Erjon Tola                    | 58.00      | 45   | 59.06      | 35   | 1:57.06 | +18.07    |
| 37   | 89  | COL Michael Poettoz               | 57.46      | 44   | 1:00.00    | 37   | 1:57.46 | +18.47    |
| 38   | 94  | POR Arthur Hanse                  | 58.26      | 46   | 1:00.35    | 38   | 1:58.61 | +19.62    |
| 39   | 103 | KOS Albin Tahiri                  | 1:00.80    | 48   | 1:02.13    | 39   | 2:02.93 | +23.94    |
| 40   | 98  | KGZ Evgeniy Timofeev              | 1:01.56    | 49   | 1:02.37    | 40   | 2:03.93 | +24.94    |
| 41   | 88  | LTU Andrej Drukarov               | 59.40      | 47   | 1:07.77    | 42   | 2:07.17 | +28.18    |
| 42   | 100 | ARM Ashot Karapetyan              | 1:02.47    | 50   | 1:05.61    | 41   | 2:08.08 | +29.09    |
| 43   | 108 | PRK Choe Myong-gwang              | 1:09.42    | 51   | 1:13.39    | 43   | 2:22.81 | +43.82    |
| —    | 4   | NOR Henrik Kristoffersen          | 47.72      | 1    | DNF        | —    | —       | —         |
| —    | 27  | JPN Naoki Yuasa                   | 52.89      | 36   | DNF        | —    | —       | —         |
| —    | 34  | CAN Trevor Philp                  | 49.95      | 25   | DNF        | —    | —       | —         |
| —    | 37  | USA Nolan Kasper                  | 52.44      | 34   | DNF        | —    | —       | —         |
| —    | 40  | ESP Joaquim Salarich              | 52.07      | 33   | DNF        | —    | —       | —         |
| —    | 45  | SVK Matej Falat                   | 51.86      | 32   | DNF        | —    | —       | —         |
| —    | 53  | POL Michał Jasiczek               | 51.64      | 30   | DNF        | —    | —       | —         |
| —    | 54  | BEL Sam Maes                      | 52.90      | 37   | DNF        | —    | —       | —         |
| —    | 107 | PRK Kang Song-il                  | 1:11.43    | 52   | DNF        | —    | —       | —         |
| —    | 5   | AUT Marcel Hirscher               | DNF        | —    | —          | —    | —       | —         |
| —    | 14  | SUI Luca Aerni                    | DNF        | —    | —          | —    | —       | —         |
| —    | 18  | NOR Jonathan Nordbotten           | DNF        | —    | —          | —    | —       | —         |
| —    | 19  | FRA Jean-Baptiste Grange          | DNF        | —    | —          | —    | —       | —         |
| —    | 23  | GER Linus Straßer                 | DNF        | —    | —          | —    | —       | —         |
| —    | 28  | SLO Štefan Hadalin                | DNF        | —    | —          | —    | —       | —         |
| —    | 30  | CRO Matej Vidović                 | DNF        | —    | —          | —    | —       | —         |
| —    | 36  | ITA Riccardo Tonetti              | DNF        | —    | —          | —    | —       | —         |
| —    | 38  | ESP Juan del Campo                | DNF        | —    | —          | —    | —       | —         |
| —    | 39  | BUL Kamen Zlatkov                 | DNF        | —    | —          | —    | —       | —         |
| —    | 42  | SLO Žan Kranjec                   | DNF        | —    | —          | —    | —       | —         |
| —    | 43  | HUN Dalibor Šamšal                | DNF        | —    | —          | —    | —       | —         |
| —    | 46  | ITA Alex Vinatzer                 | DNF        | —    | —          | —    | —       | —         |
| —    | 47  | BUL Albert Popov                  | DNF        | —    | —          | —    | —       | —         |
| —    | 48  | CRO Filip Zubčić                  | DNF        | —    | —          | —    | —       | —         |
| —    | 50  | CZE Ondřej Berndt                 | DNF        | —    | —          | —    | —       | —         |
| —    | 52  | LAT Kristaps Zvejnieks            | DNF        | —    | —          | —    | —       | —         |
| —    | 55  | NZL Adam Barwood                  | DNF        | —    | —          | —    | —       | —         |
| —    | 56  | BEL Kai Alaerts                   | DNF        | —    | —          | —    | —       | —         |
| —    | 58  | BIH Emir Lokmić                   | DNF        | —    | —          | —    | —       | —         |
| —    | 59  | NZL Willis Feasey                 | DNF        | —    | —          | —    | —       | —         |
| —    | 60  | CZE Filip Forejtek                | DNF        | —    | —          | —    | —       | —         |
| —    | 62  | GRE Ioannis Antoniou              | DNF        | —    | —          | —    | —       | —         |
| —    | 63  | CZE Jan Zabystřan                 | DNF        | —    | —          | —    | —       | —         |
| —    | 64  | OAR Ivan Kuznetsov                | DNF        | —    | —          | —    | —       | —         |
| —    | 65  | ISR Itamar Biran                  | DNF        | —    | —          | —    | —       | —         |
| —    | 66  | AUS Dominic Demschar              | DNF        | —    | —          | —    | —       | —         |
| —    | 67  | SRB Marko Vukićević               | DNF        | —    | —          | —    | —       | —         |
| —    | 68  | AZE Patrick Brachner              | DNF        | —    | —          | —    | —       | —         |
| —    | 69  | MNE Eldar Salihović               | DNF        | —    | —          | —    | —       | —         |
| —    | 71  | ROU Alexandru Barbu               | DNF        | —    | —          | —    | —       | —         |
| —    | 72  | MKD Antonio Ristevski             | DNF        | —    | —          | —    | —       | —         |
| —    | 73  | SRB Marko Stevović                | DNF        | —    | —          | —    | —       | —         |
| —    | 75  | EST Tormis Laine                  | DNF        | —    | —          | —    | —       | —         |
| —    | 76  | MAR Adam Lamhamedi                | DNF        | —    | —          | —    | —       | —         |
| —    | 77  | KOR Kim Dong-woo                  | DNF        | —    | —          | —    | —       | —         |
| —    | 79  | CHI Kai Horwitz                   | DNF        | —    | —          | —    | —       | —         |
| —    | 80  | KAZ Igor Zakurdayev               | DNF        | —    | —          | —    | —       | —         |
| —    | 82  | BRA Michel Macedo                 | DNF        | —    | —          | —    | —       | —         |
| —    | 83  | CZE Adam Kotzmann                 | DNF        | —    | —          | —    | —       | —         |
| —    | 84  | DEN Casper Dyrbye Næsted          | DNF        | —    | —          | —    | —       | —         |
| —    | 86  | LUX Matthieu Osch                 | DNF        | —    | —          | —    | —       | —         |
| —    | 87  | TUR Serdar Deniz                  | DNF        | —    | —          | —    | —       | —         |
| —    | 90  | MEX Rodolfo Dickson               | DNF        | —    | —          | —    | —       | —         |
| —    | 91  | UKR Ivan Kovbasnyuk               | DNF        | —    | —          | —    | —       | —         |
| —    | 92  | CYP Dinos Lefkaritis              | DNF        | —    | —          | —    | —       | —         |
| —    | 96  | RSA Connor Wilson                 | DNF        | —    | —          | —    | —       | —         |
| —    | 97  | UZB Komiljon Tukhtaev             | DNF        | —    | —          | —    | —       | —         |
| —    | 99  | SMR Alessandro Mariotti           | DNF        | —    | —          | —    | —       | —         |
| —    | 101 | ERI Shannon-Ogbani Abeda          | DNF        | —    | —          | —    | —       | —         |
| —    | 102 | MAS Jeffrey Webb                  | DNF        | —    | —          | —    | —       | —         |
| —    | 104 | TLS Yohan Goutt Gonçalves         | DNF        | —    | —          | —    | —       | —         |
| —    | 105 | LBN Allen Behlok                  | DNF        | —    | —          | —    | —       | —         |
| —    | 106 | PAK Muhammad Karim                | DNF        | —    | —          | —    | —       | —         |
| —    | 70  | ISL Sturla Snær Snorrason         | DNS        | —    | —          | —    | —       | —         |
| —    | 93  | THA Nicola Zanon                  | DNS        | —    | —          | —    | —       | —         |

Legenda
| Recorde mundial      | Recorde mundial (World record)               |                       | Recorde africano                      | Recorde africano (African) |                                           | Q | Classificado por posição (Qualified) |
| Recorde olímpico     | Recorde olímpico (Olympic record)            | Recorde da América    | Recorde da América (Americas)         | q                          | Classificado por melhor tempo (Qualified) |   |                                      |
| Melhor marca do ano  | Melhor marca do ano (World leading)          | Recorde asiático      | Recorde asiático (Asian)              | DNS                        | Não largou (Did not start)                |   |                                      |
| Recorde nacional     | Recorde nacional (National record)           | Recorde europeu       | Recorde europeu (European)            | DNF                        | Não terminou (Did not finish)             |   |                                      |
| Recorde pessoal      | Recorde pessoal do atleta (Personal best)    | Recorde da Oceania    | Recorde da Oceania (Oceania)          | DSQ / DQ                   | Desclassificado (Disqualified)            |   |                                      |
| Recorde da temporada | Recorde da temporada do atleta (Season best) | Recorde sul-americano | Recorde sul-americano (South America) | NM                         | Sem marca (No mark)                       |   |                                      |